# Joan Baptista I Malatesta de Sogliano
Joan Baptista I Malatesta de Sogliano fou fill de Carlo II Malatesta de Sogliano. El Papa Pau III li va restituir els béns i títols el 1545 i el va confirmar comte sobirà de Sogliano, comte de la meitat de San Giovanni in Galilea, comte d'un terç de Talamello (el 1580, al morir son germà Pandolf Malatesta de Sogliano va rebre la totalitat), comte de Pondo, senyor de Montegelli, Rontagnano, Savignano di Rigo, Pietra dell'Uso, Montepetra, Seguno, Pratolina, Rufiano, Meleto, Sapeto, Cigna, Bucchio, Pozzuolo Vallenzera, Sassetta i Soasia, senyor d'un terç de Spinello i Strigara. Va heretar del seu oncle Francesc Malatesta el feu de Martino in Converseto que va revendre a Lucrècia. Va patir l'assetjament del Papa, els Ubertini, i els florentins que el volien privar del seu domini.
Va morir el 1591. Estava casat amb Virgínia Accolti (qui suposadament va tenir relacions amb el seu sogre Carlo I), i en segones noces amb Vittoria Theodoli. Va deixar una filla, Laudòmia (dama d'honor de la duquessa de Florència i monja clarissa) i un fill natural, Constantí (exclòs de la successió per una sentència del tribunal de la Rota el 1601, mort vers el 1650 deixant tres fills: Rafel, Joan Baptista i Lucrècia).